# Едит Роне (шелфов ледник)
Шелфовият ледник Едит Роне (на английски: Edith Ronne Ice Shelf) заема част от крайбрежието на Западна Антарктида, Земя кралица Елизабет на юг, Земя Елсуърт на запад, Земя Палмър с бреговете Зумберг и Орвил на северозапад, а на изток се простира до възвишението-остров Беркнер, в акваторията на море Уедъл, част от Атлантическия сектор на Южния океан. Простира се на 500 km север на юг и на около 600 km от запад на изток. Височината му в крайните части достига 30 m, а в централните и тилните части до 120 m. Дебелината на леда се изменя съответно от 200 до 400 – 700 m. В него са „бетонирани“ няколко големи острови-възвишения, най-голям от които е Корф. От планината Елсуърт от запад и от планината Пенсакола от юг в него се „вливат“ множество мощни планински ледници, които го подхранват с голямо количество лед.
По време на двата си полета на юг на 21 ноември и на 12 декември 1947 г. американският полярен изследоватал Фин Роне открива огромен шелфов ледник, който по-късно е наименуван в негова чест – шелфов ледник Роне. По време на втория си полет далеч на юг от шелфовия ледник Фин Роне и неговият пилот Джеймс Ласитер виждат обширна земя, която Фин Роне наименува Земя Едит Роне в чест на своята съпруга. До края на 1960-те години названието на шелфовия ледник Филхнер се разпространява и на намиращия се западно от него шелфов ледник Роне и сега на географските карти се изписва като шелфов ледник Филхнер-Роне (или Роне-Филхнер) с площ от 422 420 km2 и по този начин става вторият по-големина след шелфовия ледник Рос на Земята. На 18 декември 2012 г. кралица Елизабет II прави визита в Министерството на Външните работи на Великобритания (Форин офис) и по случай на нейната 60-а годишнината от възкачването си на престола Земя Едит Роне е преименувана на Земя кралица Елизабет, а названието Едит Роне се запазва за шелфовия ледник, намиращ се северно от нея, който дотогава се нарича само Роне.